# Крайтове
Крайтовете (Bungarus) са род змии от семейтво Аспидови (Elapidae).

## Разпространение и местообитание
Индонезия, Филипини, Малайски и Сиамски п-ови, Индустан, Шри Ланка, Южен и Югоизточен Китай, Бирма, Тайланд, Пакистан. Обитава влажни гори и джунгли, плантации, ниви, оризища, пасища и др. Често се среща в предградията на много азиатски градове.

## Физически характеристики
Различните видове на дължина достигат 0,6 – 1,5 (1,8) m. Лентовият крайт е най-дълъг 2 – 2,5 m. На цвят са черни, тъмнокафяви, червеникави змии с бели, жълти до оранжеви пръстени, които обикалят тялото, което обикновено има триъгълно сечение. Има чисто черни екземпляри. Силно отровни змии (особено Малайският и Цейлонският крайт). Отровата е невротоксична, отровните зъби са предни. Ако не се предприемат мерки над половината от ухапванията са с фатален изход. Заедно с Усойницата на Ръсъл и Индийската кобра, те са главна причина за смъртоносните ухапвания от змии в югоизточна Азия.

## Начин на живот
Водят наземен, главно нощен начин на живот. Хранят се с други змии, жаби, гущери, гризачи, рядко птици. При някои видове се наблюдава канибализъм (Малайски, Черен крайт). Плуват добре. Според вида женската снася между 3 и 15 яйца.

## Видове
- Bungarus andamanensis
- Bungarus bungaroides
- Индийски крайт (Bungarus caeruleus)
- Малайски крайт (Bungarus candidus)
- Лентов крайт (Bungarus fasciatus)
- Жълтоглав крайт (Bungarus flaviceps)
- Bungarus lividus
- Bungarus magnimaculatus
- Bungarus multicinctus
- Черен крайт (Bungarus niger)
- Bungarus sindanus
- Цейлонски крайт (Bungarus ceylonicus)